# Anthonia Fatunsin
Anthonia Kehinde Fatunin là một nhà khảo cổ người Nigeria. Cô được coi là nhà khảo cổ nữ đầu tiên của Nigeria, và là người phụ nữ đầu tiên đứng đầu Bảo tàng Quốc gia Nigeria, Ibadan. Lĩnh vực của cô đã tập trung chủ yếu vào gốm yoruba, đặc biệt là từ cộng đồng Owo.

## Khai quật khảo cổ
Năm 1981, Fatunin bắt đầu khai quật khu vực Igbo'laja và Ijebu-Owo ở thị trấn Owo để khám phá cái được gọi là đất nung Owo. Babasehinde Ademuleya từ Đại học Obafemi Awolowo lưu ý rằng kỳ thi của cô là lần thứ hai thị trấn được khai quật sau chuyến thăm năm 1976 của Ekpo Eyo. Tuy nhiên, Fatunin được quan sát là người đầu tiên đưa ra một mô tả toàn diện về các đặc điểm của các tác phẩm điêu khắc.